# Ethelbert (municipalité rurale)
Pour les articles homonymes, voir Ethelbert.
Ethelbert est une municipalité rurale du Manitoba située à l'ouest de la province dans la région de Parkland. La population de la municipalité s'établissait à 834 personnes en 2006. La ville de Ethelbert  est enclavée dans le territoire de la municipalité.

## Territoire
La communauté suivante est comprise sur le territoire de la municipalité rurale:
- Garland

## Démographie
| 2001 | 2006 | 2011 | 2016 |
| ---- | ---- | ---- | ---- |
| 459  | 383  | 354  | 330  |

## Référence
- (en) Cet article est partiellement ou en totalité issu de l’article de Wikipédia en anglais intitulé « Rural Municipality of Ethelbert » (voir la liste des auteurs).

1. ↑  « Statistique Canada - Profils des communautés de 2006 - Ethelbert (municipalité rurale) » (consulté le 4 juin 2020)
2. ↑  « Statistique Canada - Profils des communautés de 2016 -   Ethelbert (municipalité rurale) » (consulté le 3 juin 2020)